# Marumba malayana
Marumba malayana är en fjärilsart som beskrevs av Rothschild och Jordan 1903. Marumba malayana ingår i släktet Marumba och familjen svärmare. Inga underarter finns listade i Catalogue of Life.